# Сакварелидзе, Давид Георгиевич
Дави́д Гео́ргиевич Сакварели́дзе (груз. დავით გიორგის ძე საყვარელიძე, укр. Давід Георгійович Сакварелідзе; род. 15 сентября 1981, Тбилиси, ГССР, СССР) — украинский юрист.
Один лидеров украинского партии «Движение Новых сил» вместе с Михаилом Саакашвили (с 2016 года и до настоящего времени), заместитель генерального прокурора Украины (с 16 февраля 2015 до 29 марта 2016) и по совместительству прокурор Одесской области (с 16 сентября 2015 до 29 марта 2016). До этого был первым заместителем главного прокурора Грузии (2008-2012), за пять лет пройдя путь от рядового специалиста в судебном департаменте Минюста Грузии. Народный депутат парламента Грузии в 2012-2015.

## Биография

### Образование
В 1999—2004 годах учился на юридическом факультете Тбилисского государственного университета. В 2001—2002 годах учился на факультете политологии американского Университета Св. Бонавентура (США), а в 2006—2007 годах — на факультете регионального управления Университета Тоё в Токио (Япония).

### Карьера в Грузии
Начал карьеру с должности специалиста по правовой экспертизе в Министерстве юстиции Грузии в 2003 году. Уже в том же году вошел в состав Государственной комиссии по правовым реформам и юридической терминологии Министерства юстиции Грузии. В 2004-2005 был сначала главным советником руководителя отдела, а затем главным консультантом департамента Администрации президента Грузии, который занимался подготовкой юридических актов и экспертиз.
В 2005-2006 годах Сакварелидзе переходит на силовую службу и становится руководителем городской службы генеральной инспекции охраны правопорядка Тбилисской мэрии.
В 2007 году назначен сначала главным заместителем аппарата Генеральной прокуратуры Грузии, а позже - прокурором края Мцхета-Мтианети и Шида Картли. В 2008 году стал первым заместителем главного прокурора Грузии. В 2008-2009 годах по совместительству был первым заместителем главного прокуратуры Тбилиси.
В Грузии Давид Сакварелидзе был одной из ключевых фигур в реформировании сферы правопорядка и борьбы с преступностью в Грузии. Сакварелидзе боролся с мафией (так называемыми «ворами в законе») и организованной преступностью, которая угрожала бизнесменам, занималась рекетирством и подкупала полицию. У коррумпированных чиновников было изъято незаконного и награбленного имущества на 1 млрд лари и на 400 млн. лари - у «воров в законе». В том числе и имение некогда влиятельного в Грузии вора в законе Захария Калашова. Тогда в Грузии было принято политическое решение, что в домах бывших «воров в законе» будут расположены офисы полиции, детские дома и социальные учреждения.
Новация, которая была внедрена при Сакварелидзе - это создание суда присяжных. Также был принят новый Уголовно-процессуальный кодекс, в котором были убраны все неработающие и устаревшие статьи.
Во время визита в Украину весной 2012 года украинские СМИ называли Сакварелидзе "грозой преступного мира" Грузии.
В 2011-2012 годах Сакварелидзе вел неофициальные переговоры с представителями власти Малайзии для смягчения приговора двум грузинским гражданкам, которые попали в местную тюрьму. Двум грузинским женщинам грозила смертная казнь. Сакварелидзе отправился на Саммит прокуроров в Индонезию, где провел переговоры с представителем Малайзии и добился спасения жизней гражданок Грузии, которые вместо смертной казни были приговорены в 4 и 4,5 лет заключения.
В 2012 году оставил прокуратуру и был избран депутатом парламента Грузии от «Единого национального движения».

### Карьера на Украине

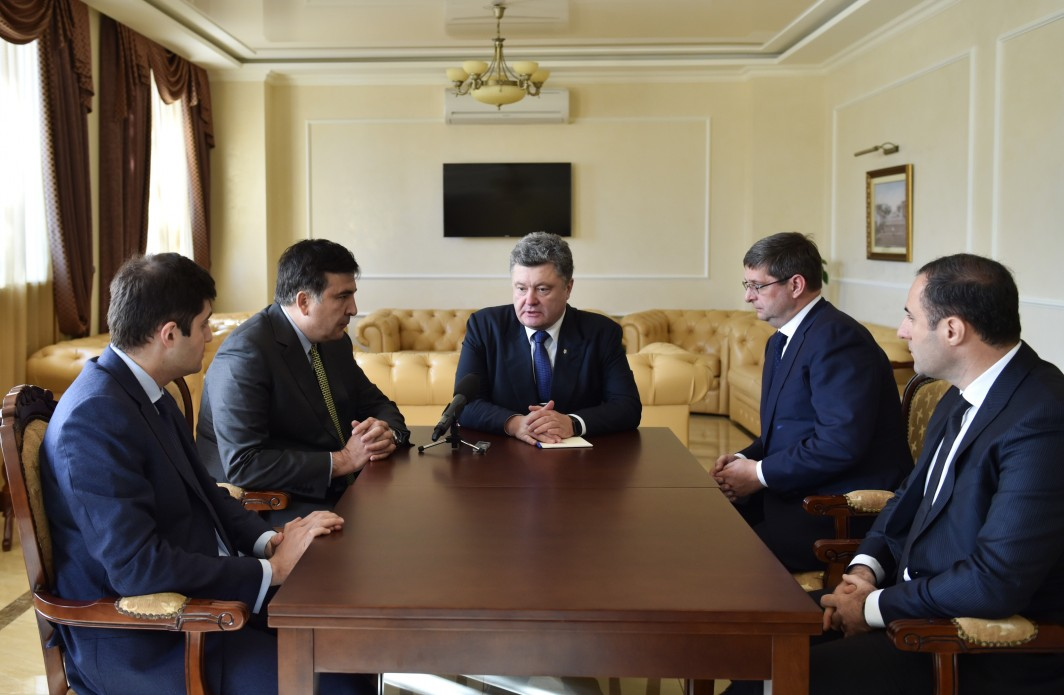
Сакварелидзе (крайний слева) на совещании с участием Президента Украины в Одессе 16 октября 2015 года

Начале 2015 года прибыл в Украину по приглашению Администрации Президента, 11 февраля 2015 получил украинское гражданство и был одним из ключевых кандидатов на пост главы Антикоррупционного бюро.
16 февраля 2015, Давид Сакварелидзе был назначен заместителем генпрокурора Украины Виктора Шокина и утвержден членом коллегии Генеральной прокуратуры Украины.
В его сферу ответственности вошла кадровая политика в ГПУ, все вопросы, связанные с евроинтеграцией, а также реформирования органов ГПУ.
Кроме этого, Сакварелидзе отвечает за процесс люстрации в Украине. Во время проверки Генпрокуратуры Украины в целом было выявлено 387 люстрационных должностей.
Через три недели после назначения Сакварелидзе представил концепцию реформирования прокуратуры, которая была разработана им с учетом американского и европейского опыта. Тогда Сакварелидзе заявил, что вместо 638 районных прокуратур в Украине будет создано 208 местных прокуратур. Несмотря на сопротивление со стороны старой прокурорской системы, было сокращено 5000 прокуроров. Также Сакварелидзе допустил людей, не имеющих опыта в прокуратуре, к кадровым конкурсам, чем способствовал появлению в новых лиц прокуратуре с незапятнанной репутацией.
16 сентября 2015 Давид Сакварелидзе назначен Генеральной прокуратурой Украины еще и на должность прокурора Одесской области.
Будучи одновременно прокурором Одесской области и заместителем генерального прокурора, Сакварелидзе начинает расследовать деятельность мэра Одессы Геннадия Труханова. «Мы подняли несколько дел по дорожным тендерам Труханова и по фальсификациям выборов», - заявлял он тогда журналистам. Эти дела надолго сделали Труханова антигероем украинских СМИ и надежно прикрепили к нему образ одиозного политика.
Кроме этого, молодой прокурор Одесской области боролся против незаконной приватизации: «Параллельно мы завели дело о незаконной приватизации Дома приемов на Французском бульваре. Там был депутат от БПП Голубов, который на подставного мальчика оформил фиктивную компанию, которая за деньги приватизировала этот дом».
29 марта 2016, генеральный прокурор Виктор Шокин, за несколько часов до голосования в Верховной Раде по его отставке, освободил Давида Сакварелидзе с должности заместителя Генерального прокурора Украины - прокурора Одесской области и из органов прокуратуры. Одновременно был издан приказ о привлечении к дисциплинарной ответственности Сакварелидзе «за грубое нарушение правил прокурорской этики, вмешательство в непредусмотренном законодательством порядке в служебную деятельность другого прокурора, совершение проступка, который порочит работника прокуратуры, невыполнение и ненадлежащее выполнение служебных обязанностей».
«...стоит обратить внимание, что именно послужило поводом для моего увольнения. Речь идет о заявлении народных депутатов (Кивалов, Голубов, Пресман, Дейдей и Ко). Один из них - хакер и международный мошенник, второй - главный апологет сепаратизма и русского мира в Одессе, третий - один из главных контрабандистов в Одесской области, четвертый - ранее четырежды судимый за тяжкие преступления», - заявил Сакварелидзе в своей колонке для издания НВ.

### Дело «бриллиантовых прокуроров»[укр.]
Самым громким расследованием Сакварелидзе в Украине стало дело «бриллиантовых» прокуроров - уголовное дело по обвинению во взяточничестве экс-заместителя начальника Главного следственного управления Генеральной прокуратуры Украины Владимира Шапакина и экс-заместителя прокурора Киевской области Александра Корнийца.
Вместе с главой СБУ Василием Грицаком 6 июля 2015 Давид руководил операцией по задержанию заместителя начальника Главного следственного управления Генеральной прокуратуры Украины Владимира Шапакина и заместителя прокурора Киевской области Александра Корнийца. В результате следственных действий у чиновников было обнаружено около $ 500 тыс., а также драгоценности и ценные бумаги, в том числе незарегистрированное огнестрельное оружие и боеприпасы, и 35 пакетов с бриллиантами общим количеством 65 камней.
Уголовное производство, начато 6 июля 2015 после обыска у прокуроров, подозреваемых в коррупции, и продолжается по сей день.
Со стороны и.о. Генпрокурора Владимира Гузыря и других высших представителей ГПУ было начато давление в грубой форме (запугивание, угрозы, препятствия следствию, попытки дискредитировать в СМИ, введение СМИ в заблуждение) на Давида Сакварелидзе и группу следователей и прокуроров в этом деле. 24 марта 2016 Сакварелидзе вместе с группой следователей и прокуроров по делу сообщил о деловых связях генпрокурора Виктора Шокина и «бриллиантовых» прокуроров, а также о его горячем заступничество за «бриллиантовых прокуроров» и попытки генпрокурора затормозить и парализовать ход уголовного дела. В тот же день стало известно, что генпрокурор Виктор Шокин под предлогом реорганизации ведомства уволил из ГПУ следователей, занимавшихся делом «бриллиантовых прокуроров».
Тогда по команде генерального прокурора Виктора Шокина Генеральная прокуратура открывала дела против коллег Сакварелидзе, занимающихся реформой прокуратуры и созданием Национального антикоррупционного бюро и Государственного бюро расследований. Кроме того, Шокин прямо разваливал дело «бриллиантовых прокуроров», ликвидируя Следственное управление Генеральной инспекции, а также убирая прокуроров Генинспекции из штатного расписания.
Сакварелидзе заявил, что ГПУ увольняла сотрудников Генинспекции, которые организовывали задержания «бриллиантовых прокуроров», чтобы «развалить» это дело.
«В нашем производстве около 40 коррупционных дел, но все как-то замкнулось на деле "бриллиантовых" прокуроров. Почему? Потому что генпрокурор Виктор Шокин в этом деле выступает как ярый адвокат и защитник Корнийца и Шапакина - приближенных к нему людей», - заявлял Сакварелидзе в Facebook.
Примечательно, что американский вице-президент Джо Байден и Сакварелидзе действовали практически в унисон, добиваясь отставки коррумпированного Шокина. В то время, как Сакварелидзе и гражданское общество проводили акцию с требованием отставки Шокина, Джо Байден - тогдашний вице-президент - настаивал на увольнении Шокина на встрече с Порошенко и Яценюком: «Я сказал, что я уезжаю через 6 часов, если ваш генпрокурор не будет уволен, вы не получите денег. Это позиция и Президента».
Давид Сакварелидзе провел акцию, которая закончилась голосованием за отставку Шокина в Верховной Раде. Хотя Шокин и отомстил Сакварелидзе, уволив его в день голосования по своей отставке в Верховной Раде за нарушение прокурорской этики, Давид Сакварелидзе показал себя в должности заместителя генпрокурора и прокурора Одесской области как принципиальный руководитель, обеспечивает эффективный результат в короткие сроки.

### Политическая карьера на Украине
После ухода из прокуратуры, Сакварелидзе, будучи сторонником честного государства, публично настаивал на продолжении реформ силовых структур. «Украине нужно начать системную реформу в налоговой, таможне, судах, прокуратуре и СБУ», - говорил тогда он. С ноября 2016 года вместе с Михаилом Саакашвили Давид Сакварелидзе активно участвовал в формировании новой политической платформы «Рух Нових сил».
«Мы считаем, что должна быть платформа для объединения политических сил. Логика постсоветских органов должна сломаться вместе с переломом политических элит — по-другому не получится», заявил Сакварелидзе.
Когда «Движение новых сил» стало политической партией и распространило влияние по всей Украине, Давид Сакварелидзе принял участие в протестных акциях, выступая за замену мажоритарной избирательной системы на пропорциональную с открытыми региональными списками, за создание Антикоррупционного суда и снятия неприкосновенности с депутатов вместе с другими оппозиционными политиками. Совместно с коллегами он занимается дальнейшим партийным строительством, собирает вокруг партии граждан, неравнодушных к публичной политике, является лидером общественного мнения и колумнистом в украинских СМИ.
В марте 2020 года на раннем этапе распространения пандемии Давид Сакварелидзе предлагал искать нестандартные решения во время кризиса.
В июле 2020 года на канале «Украина 24» телеведущему программы «Час Голованова» Сакварелидзе откровенно разъяснил свои принципиальные позиции по самым актуальным вопросам Украины.

## Награды
- Орден Чести (2008)[10]
- Президентский орден «Сияние» (2011)[11]